# (36539) 2000 QZ92
2000 QZ92 (asteroide 36539) é um asteroide da cintura principal. Possui uma excentricidade de 0.13379210 e uma inclinação de 6.51998º.
Este asteroide foi descoberto no dia 25 de agosto de 2000 por LINEAR em Socorro.